# Apokalypsa

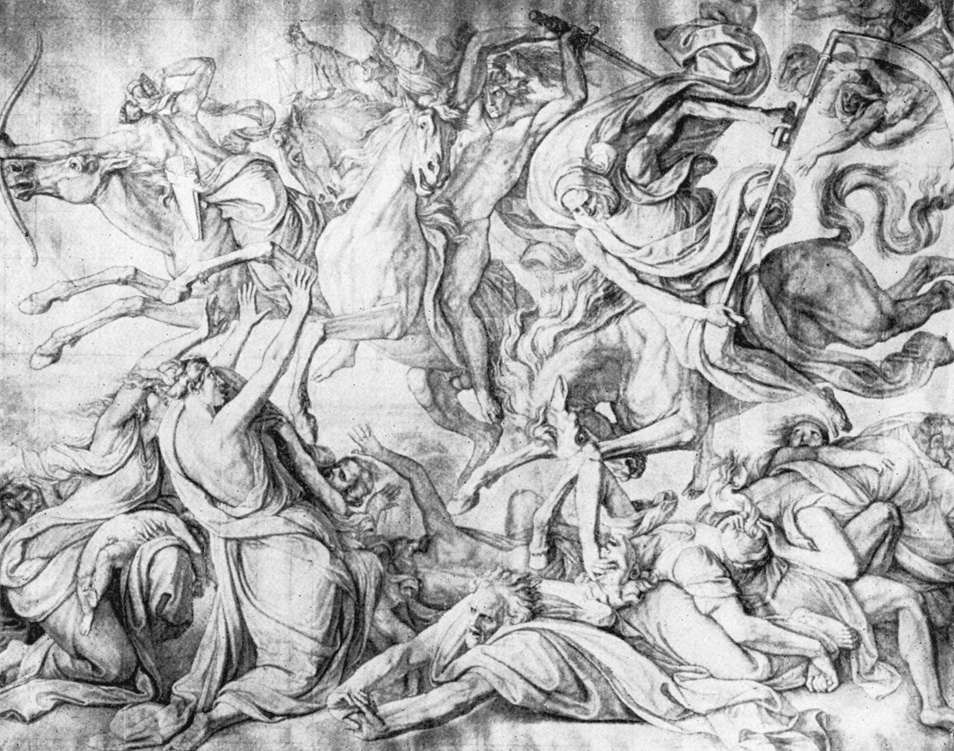
Peter von Cornelius: Apokalyptičtí jezdci

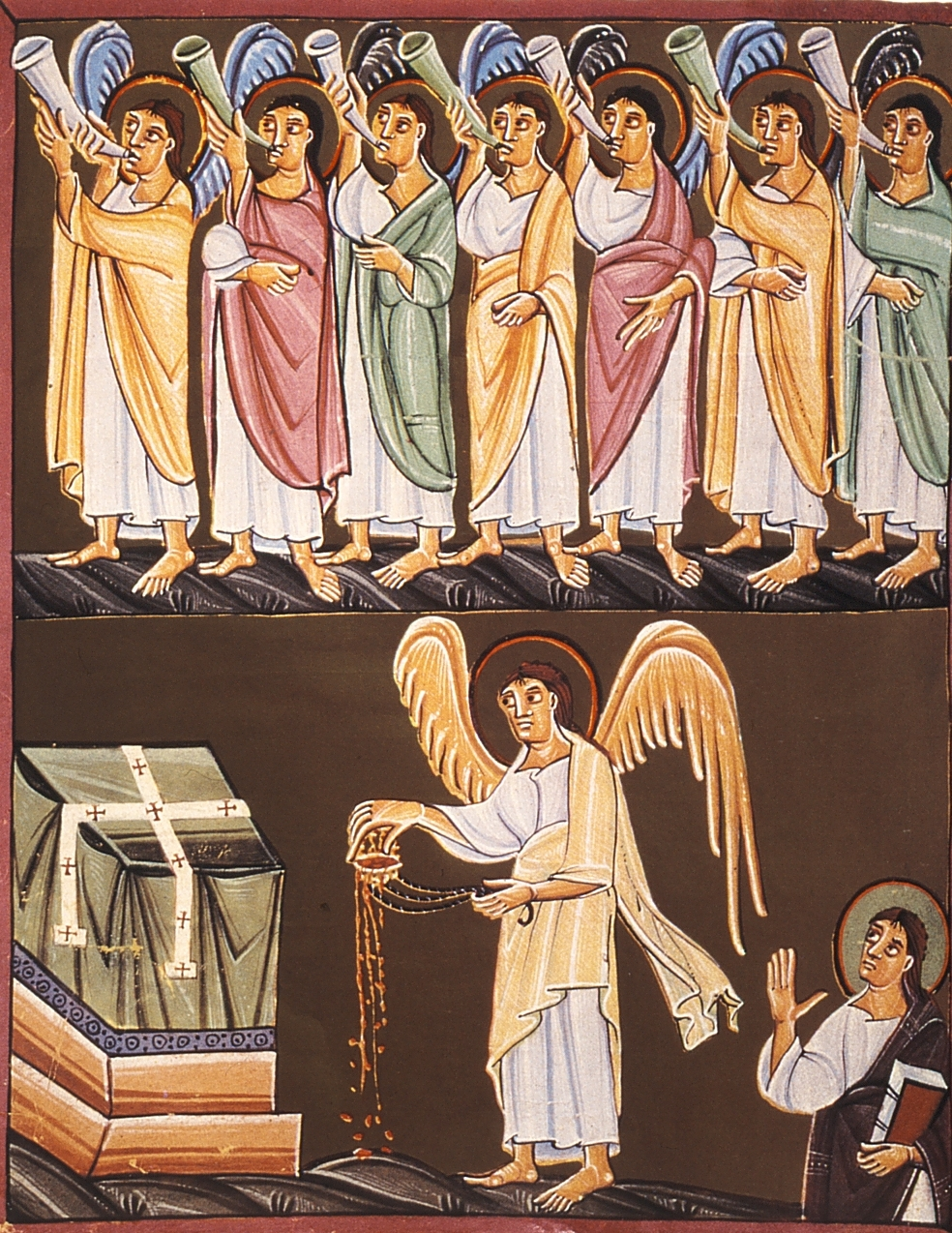
Sedm trub z tzv. Bamberské apokalypsy - rukopisu, vytvořeného v klášteře na ostrově Reichenau kolem r. 1000

Apokalypsa (řecky ἀποκάλυψις apokalypsis zjevení, odhalení) je starověký literární žánr, jehož typickou ukázkou je zejména poslední biblická kniha stejného názvu. Člověku (prorokovi) je skrze nebeského (andělského) prostředníka zjevena nadpřirozená pravda o dějinách a jejich smyslu (s důrazem na boží jednání v dějinách ve prospěch trpících), ale může se jednat i o zjevení nebeského světa jako takového (viz např. knihu Ezechiel, 1. knihu Henochovu apod.). Text obsahuje i výzvu k určitému jednání nebo naopak zdržení se něčeho a výzvy ke sledování dějinných znamení (kniha Daniel).
V přeneseném smyslu se termínu „apokalypsa“ užívá též pro charakteristiku katastrofy či válečného konfliktu, jejichž rozměry vedou k možnému zničení světa či jeho části.

## Etymologie
Termín „apokalypsa“ pochází z apokalypsy par excellence, z novozákonní Knihy Zjevení svatého Jana, jež začíná právě slovy „Zjevení Ježíše Krista“, řecky Άποκάλυψις Ίησοῦ Χριστοῦ (Apokalypsis Iésú Christú), podle nichž dostala svůj název jak samotná kniha Janova zjevení, tak celý literární druh.

## Typologie literárního žánru
Podle typu obsahu se apokalypsy dělí obvykle do dvou velkých skupin:
- historické apokalypsy: popisují běh dějin, počínaje dějinami minulými (vaticinia ex eventu) a předpovědí věcí budoucích, či alespoň teologickým výkladem událostí přítomných. Obvykle končí řešením eschatologických otázek.
- mimozemské cesty: zajímají se o kosmologii, o andělský svět a končí podobně jako historické apokalypsy eschatologií.

Apokalypsy obvykle odrážejí nějakou krizovou situaci společnosti (pronásledování Židů za Antiocha IV. Epifana nebo zničení druhého jeruzalémského chrámu v roce 70), ale ne vždy je tato krize z textu patrná; někdy je potřeba pojem „krize“ brát velmi široce (pronikání helénismu do židovství). Apokalypsy jsou veskrze psány velmi vzdělanými lidmi, kteří měli široký kulturní rozhled.
Apokalypsu jako literární druh je třeba odlišit od apokalyptiky (což je nauka). Ne každé apokalyptické hnutí vyprodukovalo vlastní apokalypsy (Kumrán), stejně jako ne všechny apokalypsy pocházejí z apokalyptických hnutí. Úvahy o konečném či periodickém zničení světa lze najít i v jiných kulturách (Mayové, apod.).

## Výtvarné motivy
Z literatury pak různé apokalyptické výjevy přešly do formy rozličných výtvarných motivů. V evropském umění se pak jednalo zejména o různé motivy ze Zjevení sv. Jana, např.:
- vzývání Beránka:
  - beránek se svatozáří obklopen tzv. mandorlou, okolo niž jsou umístěny symboly čtyř evangelistů;
  - podobný výjev doplněný o Boha Otce nebo Krista, beránek pak leží u jejich nohou;
  - beránek na hoře Sión se čtyřmi rajskými řekami doplněný o sbor vyvolených;
- apokalyptická žena oděná sluncem;
- čtyřiadvacet starců;
- čtyři apokalyptičtí jezdci.

## Nejznámější apokalypsy
- Zjevení Janovo – poslední kniha Nového zákona, sepsaná řecky kolem roku 95.
- 1. kniha Henochova – 1 Hen, také Habešský Henoch, protože úplný text se zachoval jen v jazyce ge'ez a v habešské církvi je součástí Bible. Pochází ze 3.-2. stol. př. n. l.
- Kniha Daniel – kapitoly 7.-11. původně hebrejského biblického spisu patrně z poloviny 2. stol. př. n. l.
- 4. kniha Ezdrášova – židovsko-křesťanský spis (kolem roku 100), v latinské Vulgatě někdy zařazena jako biblická kniha.
- Oxfordská apokalypsa – středověký iluminovaný rukopis anglické provenience.
- 2. kniha Báruchova – 2 Bar nebo Syrský Baruch, mimobiblický židovský spis (kolem roku 100), zachovaný v syrském překladu.
- Apokalypsa Abrahámova – původně aramejský a patrně křesťanský spis ze 2. století.
- Tzv. "synoptická apokalypsa", Ježíšova řeč o posledních věcech, jak je obsažena ve všech třech synoptických evangeliích: Mt 24; Mk 13; L 21.